# Ladaniva
Ladaniva is een Frans muzikaal duo.

## Biografie
Ladaniva werd in 2019 opgericht in de Noord-Franse stad Rijsel, en bestaat uit Jaklin Baghdasarjan en Louis Thomas. Baghdasarian werd geboren in Armenië, groeide op in Wit-Rusland en verzeilde uiteindelijk in Frankrijk in 2014. Ze studeerde af aan het Conservatorium van Rijsel. Thomas is trompettist en jazzmuzikant en studeerde ook aan dit conservatorium.
Sedert 2019 vormen ze een muzikaal duo. In 2020 plaatsten ze de video Kef Chilini op YouTube. Deze video werd meer dan 20 miljoen keer bekeken. In 2022 gaf Ladaniva een optreden op ESNS.
In 2023 brachten ze hun debuutalbum Ladaniva uit. Dit album bevat naast traditionele Armeense invloeden ook (onder andere) Spaanse, Indiase en Balkan-invloeden. Baghdasarjan zingt in het Armeens, Russisch en Frans en schrijft de Armeense en Russische teksten. Thomas speelt diverse instrumenten en schrijft de Franse teksten. Baghdasarjan noemt Komitas, Esma Redžepova, Ella Fitzgerald, Rosalía en Nai Barghouti als invloeden voor haar zang. Ladaniva is vernoemd naar het oude automerk Lada Niva. Baghdasarian zei hierover dat je met deze auto overal kon komen en nieuwe plekken kon ontdekken, iets wat aansluit op de internationale aanpak van de band.
Begin 2024 werd Ladaniva door de Armeense publieke omroep voorgedragen om Armenië te vertegenwoordigen op het Eurovisiesongfestival 2024 in Malmö, Zweden. Met het nummer Jako werd het duo daar derde in de tweede halve finale. In de finale eindigde de act op de achtste plek.